# Herdenkingsmonument voor de Afrikaanse jagers
Het herdenkingsmonument voor de Afrikaanse jagers (Frans: Mémorial des Chasseurs d’Afrique), ook les Braves Gens genoemd, is een monument ter ere van de Franse Afrikaanse jagers nabij Floing in Frankrijk.

## Omschrijving
De site bestaat uit een centraal monument ontworpen door Emile Guillaume, met aan weerszijden gedenktekens voor elk van de 12 regimenten van de Afrikaanse jagers.
Het monument is gelegen in Floing, nabij de plek waar Jean-Auguste Margueritte levensgevaarlijk gewond geraakte tijdens de Slag bij Sedan ten tijde van de Frans-Duitse Oorlog van 1870.
Het monument werd ingehuldigd op 1 september 1910, veertig jaar na de Slag bij Sedan, waarin de Afrikaanse jagers een bijzondere rol speelden.